# Lisbeth Hedendahl
Kristina Elisabeth (Lisbeth) Wærner, folkbokförd Vaerner, ogift Hedendahl, född 24 december 1913 i New York, USA, död 4 september 1994 i Johannebergs församling, Göteborg, var en svensk skådespelare, verksam under namnet Lisbeth Hedendahl.
Lisbeth Hedendahl var dotter till bildhuggaren Harald Hedendahl och Elisabet Jonasen samt syster till Patrik Hedendahl och faster till Linda Hedendahl.
Hon medverkade i ett tiotal filmer på 1940-talet; hon var med i Gula kliniken och Ta hand om Ulla (båda 1942), Aktören och Brödernas kvinna (båda 1943), Gröna hissen (1944), Bröderna Östermans huskors, Moderskapets kval och lycka och Barnen från Frostmofjället (alla tre 1945) samt 100 dragspel och en flicka (1946). Därefter lämnade hon filmen, men hade dock en roll i Pappa och himlen (1981).
Hon var från 1942 gift med Gustaf Olle Wærner (1912–1987) och hade sönerna Olle Stefan Mikael (1945–2008) och Anders Roland (1950–2009). Makarna Wærner är begravda på Kvibergs kyrkogård i Göteborg.

## Filmografi

### Under namnet Lisbeth Hedendahl
- 1942 – Gula kliniken
- 1942 – Ta hand om Ulla
- 1943 – Aktören
- 1943 – Brödernas kvinna
- 1944 – Gröna hissen
- 1945 – Bröderna Östermans huskors
- 1945 – Moderskapets kval och lycka
- 1946 – 100 dragspel och en flicka

### Under namnet Elisabeth Wærner
- 1945 – Barnen från Frostmofjället
- 1981 – Pappa och himlen